# Пришибський німецький район
Пришибський німецький район (рос. Пришибский район) — район УРСР, що існував у 1923 — 1928 роках. Центр — село Пришиб.
Створений 1923 року у складі Мелітопольської округи.
11 червня 1924 року частина району увійшла до новоствореного Терпіннівського.
З липня 1924 року — німецький національний район.
15 травня 1928 року район ліквідований з приєднанням його території до Молочанського району.